# Aulacodes trichostylalis
Aulacodes trichostylalis là một loài bướm đêm trong họ Crambidae.